# La Machine infernale (Star Trek)
Pour les articles homonymes, voir La Machine infernale (homonymie).
La Machine infernale (The Doomsday Machine) est le sixième épisode de la deuxième saison de la série télévisée Star Trek. Il fut diffusé pour la première fois le 20 octobre 1967 sur la chaîne NBC.
Enquêtant sur la destruction de plusieurs systèmes solaires, Kirk découvre l'USS Constellation, un autre vaisseau de la Fédération, quasiment détruit avec un seul survivant, le commodore Matthew Decker. Le responsable de tous ces dommages serait une machine immense qui se « nourrit » de planètes.

## Distribution

### Acteurs principaux
- William Shatner : capitaine Kirk (VF : Yvon Thiboutot)
- Leonard Nimoy : Spock (VF : Régis Dubost)
- DeForest Kelley : McCoy (VF : Michel George)
- George Takei : Sulu (VF : Daniel Roussel)
- James Doohan : Scotty (VF : François Cartier)

### Acteurs secondaires
- William Windom : commodore Matthew Decker (VF : Serge Bossac)
- Elizabeth Rogers : lieutenant Palmer
- John Copage : Elliot
- Eddie Paskey : lieutenant Leslie
- William Blackburn : lieutenant Hadley
- Richard Compton : Washburn (VF : André Montmorency)
- Tim Burns : Russ
- Jerry Catron : Montgomery
- John Winston : lieutenant Kyle

## Résumé
L'USS Enterprise se retrouve dans un secteur où de nombreuses planètes ont été détruites par une force inconnue. Ils reçoivent un appel de secours d'un vaisseau de la Fédération, le USS Constellation, et le retrouvent gravement endommagé. L'équipe de secours, composée du capitaine Kirk, du docteur McCoy et de l'ingénieur en chef Montgomery Scott ne découvre que le capitaine du vaisseau, le capitaine Matthew Decker. Celui-ci semble avoir subi un énorme traumatisme après avoir découvert une machine géante grande de plusieurs kilomètres de long ayant pour but d'exploser des planètes et se nourrissant de leurs débris. Malgré ses attaques répétées envers la machine celle-ci n'a jamais été abimée. Decker a alors téléporté tout son équipage sur une planète avoisinante mais celle-ci a été détruite par l'engin.
Kirk suppose que la machine est une arme de l'Apocalypse d'une ancienne civilisation qui aurait été activée. Il envisage de la stopper avant que celle-ci ne s'attaque à des secteurs habités de la galaxie. McCoy ramène Decker à bord de l’Enterprise tandis que Kirk et Spock tentent de réparer le Constellation. Toutefois, lorsque la machine semble s'approcher de l’Enterprise, Decker utilise ses prérogatives de commodore pour démettre Spock de ses fonctions et ordonner l'attaque de la machine. L'attaque est un échec, le système de téléportation de l’Enterprise est touché et la machine tente d'aspirer le vaisseau vers elle.
Réparant le Constellation, Kirk découvre la position délicate de l’Enterprise et décide de tirer sur la machine afin de distraire son attention. Ayant pu rétablir le contact, Kirk s'énerve de l'initiative de Decker et le met aux arrêts. Toutefois, celui-ci réussit à s'enfuir à bord d'une des navettes de sauvetage. Il fonce alors vers la « bouche » de la machine à détruire les planètes, espérant que l'explosion de sa navette détruira l'engin inconnu. Hélas, son explosion n'est pas suffisante même si le lieutenant Sulu constate que le pouvoir de la machine semble avoir diminué.
Kirk décide d'un plan consistant à envoyer l'USS Constellation à l'intérieur de la machine, le vaisseau de la Fédération étant propulsé par un moteur atomique. Il propulse lui-même le vaisseau et réussit à se téléporter à bord de l’Enterprise quelques secondes avant l'impact. Le Constellation explose, détruisant le fonctionnement du vaisseau géant. Sur le pont, Kirk explique que « pour une fois » l'arme atomique a servi à protéger la galaxie et il espère qu'aucune autre machine apocalyptique ne fut jamais construite et que plus jamais on n'aura l'occasion d'en croiser d'autres.

## Autour de l'épisode
- Ni Uhura ni Chekov n'apparaissent dans cet épisode.
- C'est le premier épisode de la série faisant figurer un autre vaisseau de la Fédération que l'Enterprise.
- Dans le film Star Trek (1979) c'est le fils de Matthew Decker, Willard Decker, qui assure le commandement de l'Enterprise en 2270, au retour de la mission de cinq ans de Kirk.
- Un autre vaisseau semblable à la Machine Infernale apparaît dans le jeu vidéo Star Trek Online.

## Production

### Écriture
L'épisode est issu d'une nouvelle écrite par l'écrivain Norman Spinrad et intitulée "The Planet Eater" (Le Mangeur de planète). Celle-ci mettait en scène une sorte de relecture du livre Moby Dick dans l'espace. La nouvelle fut rejetée par les magazines de science-fiction. En février 1967, lors d'une rencontre entre Spinrad et le producteur exécutif de la série Star Trek, Gene Roddenberry, celui-ci lui demande s'il n'a pas une idée pour un épisode bouteille qui permettrait d'économiser de l'argent en se servant de décors déjà utilisés. Spinrad lui soumet l'idée de The Planet Eater et la première version du script arriva en mars 1967. 
Spinrad se souvient avoir travaillé très rapidement sur cet épisode. Le script final fut terminé le 8 mai 1967, avant d'être réécrit partiellement par le producteur Gene L. Coon au cours des mois de mai et juin 1967. Dans les premières versions du script, Decker ne mourait pas et finissait par admettre son erreur.
Toutefois, certains amateurs de science-fiction voient en cet épisode une inspiration de la série de livres Berserker de Fred Saberhagen racontant des batailles spatiales contre des vaisseaux construits afin de détruire toute forme de vie dans la galaxie. Toutefois Norman Spinrad déniera l'influence : Je ne connaissais pas ce que faisait Saberhagen lorsque je l'ai écrit, par contre j'étais conscient d'être influencé par le livre Moby Dick. D'ailleurs ma nouvelle fut écrite avant la parution des romans de Saberhagen. Le script fut bien apprécié de Gene Roddenberry qui envisagea de réengager Spinrad par la suite.
Le nom des trois assistants qui se téléportent avec Kirk, McCoy et Scotty dans l'USS Constellation sont inspirés du nom de trois assistants réalisateurs de la série : Charles Washburn, Rusty Meek et Elliot Schick. Quelques lignes de texte furent supprimées car contractuellement, Leonard Nimoy n'avait pas le droit d'avoir plus de texte que William Shatner.

### Casting
La production avait appris que l'acteur Robert Ryan souhaitait jouer dans Star Trek et il avait été demandé à Norman Spinrad d'écrire le scénario pour l'acteur. Toutefois au moment du tournage celui-ci était engagé sur un autre projet et l'acteur William Windom fut engagé. Celui-ci avoua ne pas avoir vu la référence au livre Moby Dick au moment du tournage de l'épisode et avoir joué comme si l'histoire était un "cartoon." Ce n'est que plusieurs années plus tard qu'il apprit en lisant un article sur l'épisode qu'il était une allégorie du Capitaine Ahab dans l'espace. Il se souvient aussi que les disputes sur le plateau entre William Shatner et Leonard Nimoy étaient courantes.

### Tournage
Le tournage eut lieu du 20 au 26 juin 1967 dans les studios de la compagnie Desilu Productions sur Gower Street à Hollywood sous la direction de Marc Daniels. À la suite d'un pari, l'épisode fut conclu en cinq jours, soit avec un jour d'avance par rapport au planning.
La maquette du USS Constellation fut faite à partir de modèles de l'USS Enterprise repeinte et désagrégée afin de simuler les dommages occasionnés par la bataille. Alors que la "machine infernale" avait été conçue par Spinrad pour être une arme au design sophistiqué, pour des raisons de budget, celle-ci fut construite à partir d'un manche à air emprisonné dans du béton. Son design fut corrigé dans la version remastérisée de 2007.
La salle des machines du Constellation fut créée à partir des décors de la salle des machines de l'Enterprise.

### Post-production
Il s'agit d'un des rares épisodes de la saison 2 de la série ayant nécessité qu'une partition complète soit écrite pour la musique. Celle-ci est l'œuvre du musicien Sol Kaplan. Sa musique fut réutilisée de nombreuses fois au cours de la saison.

## Diffusions

### Diffusion aux États-Unis
L'épisode fut retransmis à la télévision pour la première fois le 20 octobre 1967 sur la chaîne NBC en tant que sixième épisode de la deuxième saison.

### Diffusion au Royaume-Uni et au Québec
L'épisode fut diffusé au Royaume-Uni le 11 novembre 1970 sur BBC One.
En version francophone, l'épisode fut diffusé au Québec en 1971. 

### Diffusion en France
En France, l'épisode est diffusé le dimanche 13 mars 1983 sur TF1. Il fait partie des treize épisodes à avoir été diffusés à cette période.

## Réception critique
L'épisode fut nommé au Retro Hugo de 1968 dans la catégorie Best Dramatic Presentation. C'est l'épisode préféré de l'acteur James Doohan, notamment pour la prestation de William Windom et de la morale de l'épisode sur l'utilisation du nucléaire. C'est l'épisode préféré de la scénariste et script-éditrice de la série D. C. Fontana.
Dans un classement pour le site Hollywood.com, Christian Blauvelt place cet épisode à la 9e position sur les 79 épisodes de la série originelle, trouvant que l'épisode possède de très bons moments, et note le côté très Moby-Dick de l'obsession du commodore Decker. 
Pour le siteThe A.V. Club, Zack Handlen donne à l'épisode la note A, décrivant l'épisode comme « du matériel très solide » avec une tension bien construite et un bon développement pour le personnage de Decker. Il trouve que la musique de Sol Kaplan « colle à l'intensité des acteurs ».

## Hommages et inspirations
En 2005 une suite non officielle et financée par des fans de la série vit le jour dans le cadre de la série Star Trek: New Voyages. L'épisode nommé In Harm's Way voit le retour de William Windom dans le rôle du commodore Matt Decker.[réf. nécessaire]

## Adaptation littéraire
L'épisode fut romancé sous forme d'une nouvelle de 16 pages écrite par James Blish dans le livre « Star Trek 3 », un recueil compilant différentes histoires de la série, et sorti en avril 1969 aux éditions Bantam Books.
Une autre version de la machine apparaît dans Vendetta un roman dérivé de la série Star Trek : La Nouvelle Génération. Celle-ci identifie la machine comme ayant été construite par une race appelée les « Preservers », ennemie des Borgs.

## Éditions commerciales
Aux États-Unis, l'épisode est disponible sous différents formats. En 1988 et 1990, l'épisode est sorti en VHS et Betamax. L'épisode sortit en version remastérisée sous format DVD en 1999 et 2004.
L'épisode connut une nouvelle version remasterisée sortie le 10 février 2007 : l'épisode fit l'objet de nombreux nouveaux effets spéciaux à partir d'images de synthèse concernant l'intégralité des scènes de batailles spatiales. L'USS Constellation fut entièrement retravaillé de sorte à avoir plusieurs zones détruites et la machine infernale connut un nouveau design bien moins rigide que celui montré initialement. Cette version est comprise dans l'édition Blu-ray, diffusée en septembre 2009.
En France, l'épisode fut disponible avec l'édition VHS de l'intégrale de la saison 2 en 2000. L'édition DVD est sortie le 18 novembre 2004 et l'édition Blu-ray le 27 avril 2009.